# Tamako Market
Tamako Market (tiếng Nhật:たまこまーけっと Tamako Māketto) là một bộ phim hoạt hình Nhật Bản dài tập do Kyoto Animation sản xuất và do Naoko Yamada chỉ đạo. Bộ phim được phát sóng tại Nhật Bản từ ngày 10 tháng 1 đến ngày 28 tháng 3 năm 2013. Bộ phim đã được Sentai Filmworks cấp phép ở Bắc Mỹ. Một bản phim điện ảnh  nối tiếp có tên Tamako Love Story được trình chiếu tại Nhật Bản vào tháng 4 năm 2014.

## Nội dung
Tamako Kitashirakawa là con gái cả của một gia đình quản lý tiệm Tama-ya mochi ở khu mua sắm Usagiyama (う さ ぎ 山 商店 街 Usagiyama Shōtengai). Một ngày,Tamako gặp một con chim lạ gọi là Dera Mochimazzi. Người đến từ một vùng đất xa xôi đến để tìm kiếm một cô dâu cho hoàng tử của nước nó. Sau khi trở nên thừa cân vì ăn quá nhiều mochi, Dera đã trở thành một kẻ ăn bám trong nhà của Tamako. Bộ phim kể về cuộc sống hằng ngày của Tamako với bạn bè, gia đình và hàng xóm của cô, cũng như là với con chim đặc biệt này. Bên cạnh việc theo dõi các sự kiện chính, Tamako Market cũng theo sau cuộc sống tình cảm giữa các nhân vật với nhau, có một câu chuyện tình chính là Mochizou đang say mê Tamako và cả hai đều quá ngại ngùng để cởi mở với nhau.

## Nhân vật
Tamako Kitashirakawa (北 白 川 た ま こKitashirakawa Tamako)
Lồng tiếng bởi: Aya Suzaki 
Nhân vật chính của bộ phim, Tamako là một học sinh năm nhất trung học có gia đình quản lý một cửa hàng bánh mochi trong khu mua sắm của thị trấn có tên là Tama-ya. Cô tận hưởng cuộc sống trung học của mình và câu lạc bộ baton với những người bạn của cô là Kanna và Midori. Cô giúp gia đình quản lý cửa hàng và tạo ra các loại bánh mochi mới. Sinh nhật của cô lại rơi vào đêm giao thừa và thường bị lãng quên do lịch trình bận rộn, nhưng Tamako vẫn dành hết tâm sức để giúp đỡ cửa hàng. Tamako hay lo lắng về việc nói trước mặt đám đông, ngoài ra còn vụng về. Tamako tỏ ra khá chậm trong việc bắt kịp mọi thứ, đặc biệt là về cảm xúc của mọi người. Cô là một trong số ít nhân vật không biết Mochizō có tình cảm với mình, và cô đã thất bại trước tình cảm của em gái mình. Tamako thường xuyên cho Dera ăn mochi, và cô cho nó ăn quá nhiều so với kích thước của nó, khiến nó bị béo phì và không thể bay được.
Mochizō Ōji (大路 も ち 蔵Ōji Mochizō)
Lồng tiếng bởi: Atsushi Tamaru 
Mochizō là người bạn thời thơ ấu của Tamako, gia đình cũng quản lý một cửa hàng bánh mochi tên là Ōji-ya hay tên mới là Ricecake Oh! Zee, một cửa hàng mochi nằm đối diện với cửa hàng bánh Tama-ya của Tamako. Mặc dù cha của cậu với cô không có mối quan hệ tốt do cạnh tranh kinh doanh, cậu và Tamako là bạn tốt của nhau. Cậu đã yêu thầm Tamako được vài năm. Vì cửa sổ phòng ngủ của họ đối diện nhau, cậu và Tamako thường nói chuyện qua "điện thoại ống bơ" mà cậu đã tạo ra khi họ còn nhỏ. Cậu tỏ ra căng thẳng với việc phát biểu trước đám đông, mặc dù đã nói với Tamako để cậu đảm nhận phần phát biểu trong cuộc họp ở khu mua sắm. Tên của cậu xuất phát từ việc được sinh ra vào Ngày Mochi (ngày 10 tháng 10).
Shiori Asagiri (朝霧 史 織Asagiri Shiori)
Lồng tiếng bởi: Yurie Yamashita
Shiori là một trong những bạn học của Tamako và là thành viên của câu lạc bộ cầu lông. Cô là một cô gái hiểu biết và tháo vát, với một tính cách nghiêm túc, lạnh lùng. Tuy nhiên, chỉ là do cô trầm lặng và thường bị nhầm là xa cách, cô cực kỳ nhút nhát và sau đó trở thành bạn tốt của Tamako. Dera đã yêu cô, mặc dù cô không đáp lại tình cảm của nó.
Kanna Makino (牧野 か ん なMakino Kanna)
Lồng tiếng bởi: Juri Nagatsuma 
Kanna là học sinh trung học cùng năm với bạn mình, Tamako với Midori, và là thành viên của câu lạc bộ baton dance. Cô là con gái của một người thợ mộc làm việc ở cùng khu mua sắm với Tamako và gia đình cô. Là một cô gái thoải mái và dễ chịu, Kanna không quan tâm đến những gì người khác nghĩ và không dễ bị lung lay, tuy vậy cô mắc chứng sợ độ cao và có vẻ bị dị ứng với chim. Kanna thường miêu tả là khá lập dị, không mấy biểu cảm và là một người bạn tốt. Cô là nhân vật duy nhất biết về tình cảm thầm kín của Midori dành cho Tamako, cô ấy nhận xét thế này "mọi người đều có thể yêu người họ muốn".
Midori Tokiwa (常 盤 み ど りTokiwa Midori)
Lồng tiếng bởi: Yūki Kaneko 
Midori là bạn cùng lớp và là bạn thời thơ ấu của Tamako, đồng thời là đội trưởng câu lạc bộ baton dance của trường cô, mà Tamako và Kanna cũng là thành viên trong đó. Ông bà cô sở hữu và điều hành một cửa hàng đồ chơi trong khu mua sắm của thị trấn có tên là Tokiwa-do. Midori yêu và quan tâm đến Tamako đến nỗi cô dần bắt đầu suy nghĩ nhiều hơn về bản chất của tình cảm mình giống như tình yêu lãng mạn và sự mơ hồ này chỉ tăng lên vào cuối phim.
Dera Mochimazzi (デ ラ ラ チ マ ッ ヅ ィDera Mochimazzi)
Lồng tiếng bởi: Takumi Yamazaki 
Dera là một con chim nói tiếng Nhật, với một giọng điệu hơi hách dịch, cuối cùng đã ở lại nhà của Tamako. Nó là một thị vệ cao quý cho một triều đình từ một hòn đảo nhiệt đới và đang trên hành trình tìm kiếm một cô dâu cho hoàng tử của nó. Tuy nhiên, sau khi có duyên với mochi, nó đã tăng cân rất nhiều và do đó không thể bay bình thường được nữa, chỉ có thể xoay sở được những quãng đường ngắn trước khi hết hơi. Nó thường được gia đình Tamako gọi là "Bird" (鳥, Tori), hoặc đơn giản là "Dera-chan" (デ ラ ち ゃ ん) bởi Tamako, vì họ của nó nghe rất giống với mochi mazui (も ち ま ず い ”). Dera khẳng định rằng nó khá thông thạo về lãng mạn, đôi khi đưa ra lời khuyên về tình yêu của Mochizō và Midori về tình yêu của họ đối với Tamako. Dera cũng khá tự mãn về bản thân, điều này thường bắt nguồn từ một loạt các hiểu lầm. Nó tin rằng bất cứ ai hắt hơi theo hướng của mình đều yêu nó, bản thân nó cũng phải lòng Shiori. Cơ thể của nó chứa một hệ thống liên lạc được sử dụng bởi hoàng tử để liên lạc với nó, mặc dù nó chỉ hoạt động khi Dera bất tỉnh, do đó nó không có ký ức về bất kỳ lần nào hoàng tử cố gắng liên lạc với mình. Trong trạng thái vô thức, nó cũng có thể được kết nối với các thiết bị video và được sử dụng như một máy chiếu.

### Gia đình Kitashirakawa
Anko Kitashirakawa (北白川 あんこ, Kitashirakawa Anko)
Lồng tiếng bởi: Rina Hidaka
Anko là em gái của Tamako, đang học lớp bốn. Bé ấy ít thực dụng hơn chị gái mình, và là một cô gái có ý thức về thời trang hơn. Bé ấy thường yêu cầu chỉ được gọi là "An", vì bé ấy cảm thấy "Anko" quá trẻ con. Bé ấy được đặt tên theo bột đậu đỏ.
Mamedai Kitashirakawa (北白川 豆大, Kitashirakawa Mamedai)
Lồng tiếng bởi: Keiji Fujiwara
Mamedai là cha của Tamako, người điều hành cửa hàng bánh mochi của gia đình. Ông có sự ganh đua với Gohei Ōji, và họ thường được bắt gặp trước cửa hàng là luôn tranh cãi, điều mà Tamako và Mochizō phải giải quyết. Cha của Tamako là một người theo chủ nghĩa truyền thống, và không quan tâm nhiều đến món mochi đặc biệt. Ông ta thường chế nhạo biển hiệu của cửa hàng Bánh gạo Oh! Zee của Gohei, bình luận rằng nó thật lố bịch.
Fuku Kitashirakawa (北白川 福, Kitashirakawa Fuku)
Lồng tiếng bởi: Tomomichi Nishimura
Fuku là cha của Mamedai và là ông nội của Tamako, sống cùng gia đình cô và giúp điều hành cửa hàng mochi. Ông khá thoải mái và nhân hậu, đặc biệt là đối với Tamako và Anko, trái ngược với con trai ông, người khắt khe hơn nhiều với hai cô con gái của mình. Tên của ông ấy và Mamedai cùng với nhau là liên quan đến mame daifuku.
Hinako Kitashirakawa (北白川 ひなこ, Kitashirakawa Hinako)
Lồng tiếng bởi: Yōko Hikasa
Hinako là vợ của Mamedai và là mẹ của Tamako và Anko. Cô mất khi Tamako còn học lớp năm.

### Gia đình Ōji
Gohei Ōji (大路 吾平, Ōji Gohei)
Lồng tiếng bởi: Fumihiko Tachiki
Gohei là cha của Mochizō, người điều hành cửa hàng Ōji-ya. Trong khi cha của Tamako coi Mochizō như một điệp viên bất cứ khi nào ông vào cửa hàng của mình, Gohei tỏ ra thân thiện với Tamako, vì cả hai đều chào hỏi nhau bình thường bất cứ khi nào họ gặp nhau. Tamako không nghĩ rằng tên cửa hàng của ông là lố bịch, và cô ấy ca ngợi biển hiệu mới của ông ấy bên trên cửa hàng khi nó được lắp đặt. Gohei rất sáng tạo với món bánh mochi của mình, tận dụng những ngày lễ không phải của Nhật Bản như Lễ tình nhân để làm ra nhiều loại mochi đặc biệt khác nhau. Đây là một trong những lý lẽ chính mà ông ấy hay cãi nhau với cha Tamako.
Michiko Ōji (大路 道子, Ōji Michiko)
Michiko là mẹ của Mochizō, người giúp điều hành cửa hàng Ōji-ya. Cô hoàn toàn nhận thức được tình cảm của con trai mình dành cho Tamako.

### Các chủ cửa hàng ở Usagiyama
Kaoru Hanase (花瀬 かおる, Hanase Kaoru)
Lồng tiếng bởi: Daisuke Ono
Kaoru là người bán hoa tại một cửa hàng hoa ở Khu mua sắm Usagiyama.
Kunio Yaobi (八百比 邦夫, Yaobi Kunio)
Lồng tiếng bởi: Koji Tsujitani
Chủ cửa hàng băng đĩa ở Khu mua sắm Usagiyama, người có thói quen đặt những đĩa nhạc vào đúng thời điểm thích hợp. Ông ấy đã từng ở trong một ban nhạc với Mamedai.
Chōji Yumoto (頭本 长治, Yumoto Chōji )
Lồng tiếng bởi: Kyosei Tsukui
Chōji là cha của Sayuri và là chủ sở hữu nhà tắm công cộng Usayu ở Khu mua sắm Usagiyama.
Sayuri Yumoto (湯本 さゆり, Yumoto Sayuri)
Lồng tiếng bởi: Junko Iwao
Sayuri là con gái của Chōji. Cô giúp việc tại nhà tắm Usayu ở Khu mua sắm Usagiyama.
Tomio Shimizu (清水 富雄, Shimizu Tomio)
Lồng tiếng bởi: Yoshihisa Kawahara
Tomio là một trong những người trông coi cửa hàng chợ ở Khu mua sắm Usagiyama, và điều hành cửa hàng đậu phụ ở đó, Shimizuya. Anh phải lòng Sayuri.
Nobuhiko Tokiwa (常盤 信彦, Tokiwa Nobuhiko)
Lồng tiếng bởi: Hiroshi Yanaka
Nobuhiko là ông nội của Midori và là chủ cửa hàng đồ chơi Tokiwa-do ở Khu mua sắm Usagiyama.
Fumiko Mitsumura  (満村 文子, Mitsumura Fumiko)
Lồng tiếng bởi: Kumiko Watanabe
Fumiko điều hành một cửa hàng bánh croquette Just Meat tại Khu mua sắm Usagiyama.
Tadanao Shiraki (白木 忠直, Shiraki Tadanao)
Lồng tiếng bởi: Naoya Nosaka
Tadanao là chủ sở hữu Miyako Udon, một cửa hàng ramen tại Khu mua sắm Usagiyama.
Takashi Uotani  (魚谷 隆, Uotani Takashi)
Lồng tiếng bởi: Ken Narita
Takashi là một trong những chủ cửa hàng tại Khu mua sắm Usagiyama. Anh và vợ anh, Mari, là thợ câu cá của Sashimi Shop, một cửa hàng bán cá.
Mari Uotani (魚谷 真理, Uotani Mari)
Lồng tiếng bởi: Yōko Hikasa
Mari là một trong những thành viên của Khu mua sắm Usagiyama. Cô và chồng, Takashi, là thợ câu cá của Sashimi Shop, một cửa hàng bán cá.

### Gia đình hoàng gia Mochimazzi
Choi Mochimazzi (チョイ・モチマッヅィ)
Lồng tiếng bởi: Yuri Yamaoka
Choi là một thầy bói đến từ hòn đảo phía nam mà Dera đến từ đó, người được cử đến để kiểm tra Dera và giúp nó tìm kiếm cô dâu cho Hoàng tử. Cuối cùng cô ấy ở lại với Tamako cho đến khi chức năng giao tiếp của Dera có thể được khắc phục. Cô tin rằng Tamako là cô dâu của Hoàng tử do một vết hằn trên cổ. Người ta ám chỉ rằng cô có tình cảm với Hoàng tử. Mặc dù vậy, cô vẫn rất chăm chỉ trong việc tìm kiếm cô dâu cho Hoàng tử.
Mecha Mochimazzi (メチャ・モチマッヅィ)
Lồng tiếng bởi: Hiro Shimono
Mecha là một hoàng tử từ hòn đảo phía nam mà Dera đến. Cậu giao tiếp thông qua một máy chiếu phát ra từ mắt của Dera, điều này thường không được trả lời vì các dự đoán của Dera chỉ hoạt động khi nó bất tỉnh, do đó không có ký ức.

## Truyền thông

### Phim truyền hình
Bản anime dài tập Tamako Market được sản xuất bởi Kyoto Animation và được phát sóng trên Tokyo MX từ ngày 10 tháng 1 đến ngày 28 tháng 3 năm 2013. Bộ truyện do Naoko Yamada đạo diễn và Reiko Yoshida viết kịch bản. Giám đốc nghệ thuật là Ikuko Tamine và các thiết kế nhân vật do Yukiko Horiguchi cung cấp. Đạo diễn âm thanh là Yota Tsuruoka và phần âm nhạc do Tomoko Kataoka sáng tác. Các tập ngắn được bao gồm trong các tập đĩa Blu-ray và DVD, bắt đầu phát hành từ ngày 20 tháng 3 năm 2013. Chủ đề mở đầu và kết thúc lần lượt là "Dramatic Market Ride" (ド ラ マ チ ッ ク マ ー ケ ッ ト ラ イ ド, Doramachikku Māketto Raido) và "Neguse" (ね ぐ せ, Bedhead), đều do Aya Suzaki thể hiện dưới tên nhân vật Tamako Kitashirakawa. Anime đã được cấp phép tại Bắc Mỹ bởi Sentai Filmworks và nó được phát trực tuyến trên Anime Network. Nó cũng được phát trực tuyến ở Vương quốc Anh trên Anime on Demand. Anime Limited đã mua bản quyền bộ phim để phân phối tại Vương quốc Anh và Ireland.

### Phim điện ảnh
Phần phim điện ảnh nối tiếp series truyền hình có tên Tamako Love Story (たまこラブストーリー), sản xuất bởi Shinichi Nakamura, đạo diễn Naoko Yamada được công chiếu ngày 26 tháng 4 năm 2014. Bài hát kết thúc lần lượt là Koi no Uta (恋のうた) và Principle (プリンシプル) đều do Aya Suzaki thể hiện.

### Light novel
Một light novel có tựa đề Tamako Market, được viết bởi Mutsuki Ichinose và minh họa bởi Yukiko Horiguchi, được xuất bản bởi Kyoto Animation vào ngày 8 tháng 4 năm 2013.

## Tiếp nhận
Carl Kimlinger của Anime News Network đã cho anime điểm tổng thể là B, khen ngợi bầu không khí nhẹ nhàng và cảm giác vui nhộn trong khi chỉ trích các nhân vật thiếu chiều sâu để trở nên đáng nhớ. Tính đến ngày 11 tháng 5 năm 2014, bộ phim đã thu về 124.894.754 yên tại Nhật Bản.